# NHK福山支局

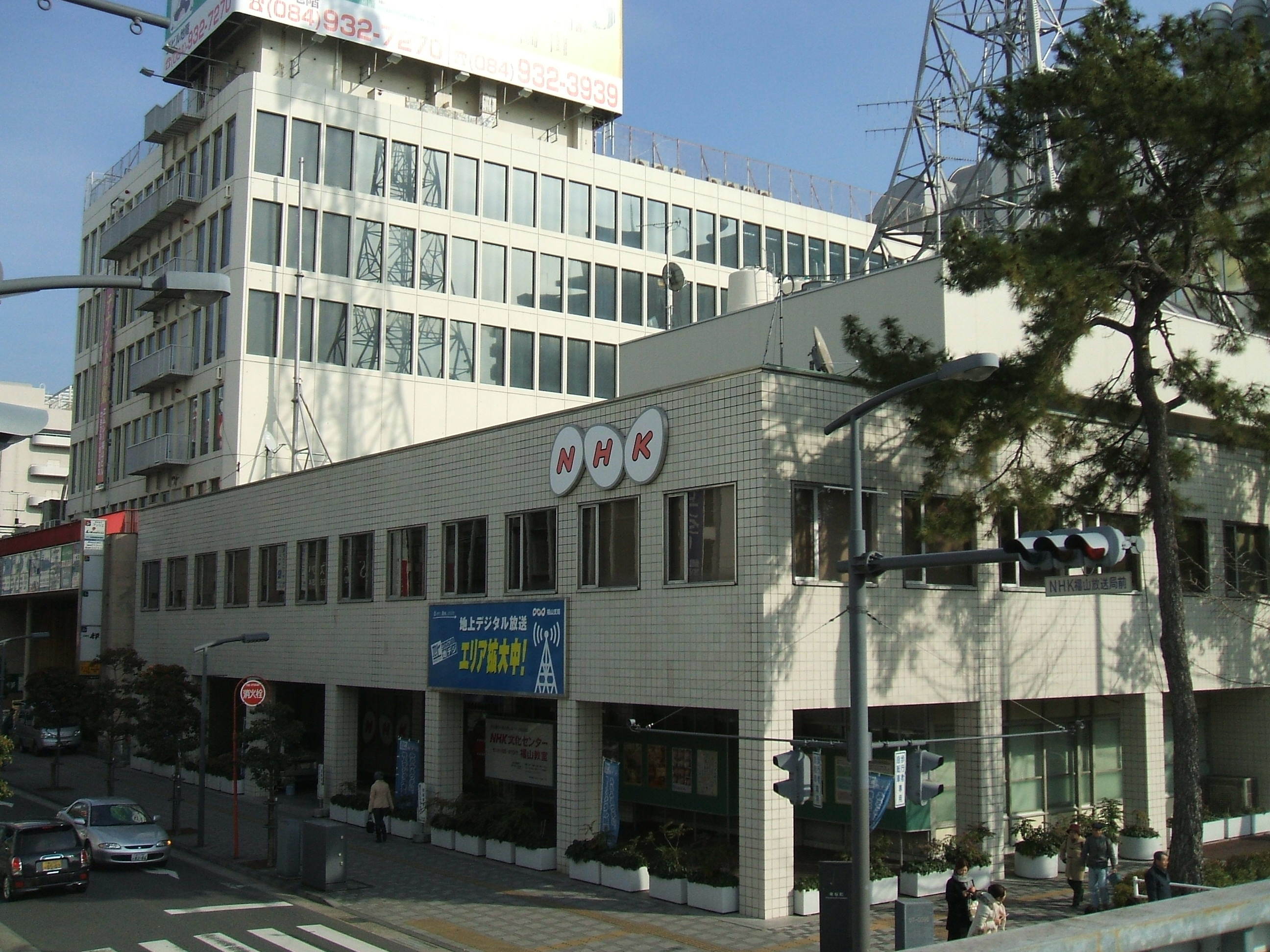
旧NHK福山放送会館（2008年2月）

NHK福山支局（エヌエイチケイふくやましきょく）は、広島県の東部地区の報道業務拠点としての役目を受け持つNHK広島放送局の支局。NHK尾道放送局が1967年（昭和42年）に福山市に移転し、広島県備後南部を放送エリアとしていたNHK福山放送局を前身とする支局である。

## 所在地
かつては福山市東桜町1-37に2階建ての福山放送会館があったが、NHKは全局規模で業務見直しを進める中で、所有不動産の処分も行っている。その一環として尾道から1967年に移転開業した福山放送会館の老朽化が深刻になったため、2016年1月15日（金曜日）を以って閉鎖し、これに併せ機能移転を進めた。
福山放送会館の閉鎖により福山には報道と視聴者対応窓口が残るだけとなった。
現支局所在地
〒720-8518　広島県福山市東桜町1-43 備広福山駅前ビル
2015年9月28日に報道部門が7階へ、2016年1月18日（月曜日）にハートプラザ・お客様対応窓口が6階へ、それぞれ移転した。
旧放送会館所在地
（専用郵便番号は同一）広島県福山市東桜町1-37
なお旧会館閉鎖に併せ、備後の営業部門は広島局営業推進部へ統合され、会館内の空きスペースを活用していたNHK文化センター福山教室は2015年10月1日にアイネスフクヤマ2階へ先行移転し、その後福山教室自体が閉鎖された。また会館内ギャラリーとひろしまライブラリー福山分室は2015年11月30日で廃止された。
2019年9月から10月にかけて取り壊し、跡地はマンションとなる

## 沿革
- 1941年（昭和16年）2月18日 - 社団法人日本放送協会尾道放送局として開局[1]。尾道ラジオ第1放送開始（呼出符号：JODP[1]）。
- 1950年（昭和25年）6月1日 - 放送法施行に伴い社団法人日本放送協会が解散。特殊法人としての日本放送協会が設立され一切の権利義務を継承。
- 1951年（昭和26年）7月1日 - 尾道ラジオ第2放送開始（呼出符号：JODD）。
- 1960年（昭和35年）3月1日 - 尾道総合テレビジョン放送開始（呼出符号：JODP-TV）。
- 1962年（昭和37年）12月1日 - 尾道教育テレビジョン放送開始（呼出符号：JODD-TV）。
- 1964年（昭和39年）
  - 3月17日 - 福山市内向けにラジオ第1放送の福山中継局（後の福山木之庄中継局）が放送開始。
  - 7月1日 - 福山市内におけるテレビの受信障害を改善するため、蔵王山の福山中継局（後の福山蔵王中継局）が放送開始。
- 1965年（昭和40年）2月7日 - FMラジオ放送尾道局、放送開始。
- 1967年（昭和42年）3月15日 - NHK尾道放送局閉鎖。福山市に移転し、NHK福山放送局に改称。呼出符号はJODP・JODDを継承し、基幹送信所の名称を尾道局から福山局へ変更。
- 1969年（昭和44年）1月30日 - 福山市内向けにラジオ第2放送の福山木之庄中継局が放送開始。
- 1970年（昭和45年）2月28日 - FMラジオ放送の福山蔵王、府中、三原、因島の各中継局が放送開始。
- 1988年（昭和63年）7月22日 - NHKの組織改革によりNHK福山放送局からNHK福山支局に降格。
- 2003年（平成15年）11月1日 - 呼出符号JODP・JODDを廃止。
- 2007年（平成19年）4月30日 - 福山地区で地上デジタル放送開始。
- 2016年（平成28年）1月15日 - この日の営業終了を以って福山放送会館閉鎖。

## テレビチャンネル及びラジオ周波数

### 備後地区基幹局
向島ラジオ放送所（尾道市向島町）
- ラジオ第1放送 999kHz、出力1kW（旧JODP→ 現在は呼出符号なし）
- ラジオ第2放送 1602kHz、出力1kW（旧JODD→ 現在は呼出符号なし）

福山デジタルテレビ放送所（福山市、彦山）
- デジタル総合テレビジョン 42ch、出力100W（リモコンキーID：1）
- デジタル教育テレビジョン 44ch、出力100W（リモコンキーID：2）

高見山テレビ放送所（尾道市向島町、高見山）
- 総合テレビジョン 1ch、出力1kW（旧JODP-TV→現在は呼出符号なし）
- 教育テレビジョン 7ch、出力1kW（旧JODD-TV→現在は呼出符号なし）
- FM放送 84.8MHz、出力250W

※アナログテレビジョン放送は2011年7月24日運用終了（FM放送のみ現存）。

### 主な中継局

#### テレビジョン放送（アナログ）、FM放送
| 局名     | アナログ総合 | アナログ総合 | アナログ教育 | アナログ教育 | FM放送  | FM放送 | 中継局所在地 | 備考                                |
| -------- | ------------ | ------------ | ------------ | ------------ | ------- | ------ | ------------ | ----------------------------------- |
| 局名     | チャンネル   | 出力         | チャンネル   | 出力         | 周波数  | 出力   | 中継局所在地 | 備考                                |
| 福山     | 1ch          | 1kW          | 7ch          | 1kW          | 84.8MHz | 250W   | 高見山       | 尾道市内向け                        |
| 府中     | 56ch         | 100W         | 52ch         | 100W         | 84.1MHz | 10W    | 城山         |                                     |
| 福山蔵王 | 5ch          | 100W         | 3ch          | 100W         | 85.7MHz | 30W    | 蔵王山       | 福山市内向け                        |
| 三原     | 47ch         | 10W          | 45ch         | 10W          | 83.1MHz | 1W     | 竜王山       |                                     |
| 油木     | 56ch         | 10W          | 52ch         | 10W          | 82.6MHz | 10W    | 鍋谷山       |                                     |
| 因島     | 48ch         | 10W          | 38ch         | 10W          | 83.5MHz | 1W     | 天狗山       |                                     |
| 世羅甲山 | 54ch         | 10W          | 51ch         | 10W          | 82.4MHz | 10W    | 新山         |                                     |
| 大門     | 56ch         | 10W          | 51ch         | 10W          | -       | -      | 明智山       |                                     |
| 鞆       | 58ch         | 10W          | 43ch         | 10W          | -       | -      | 大弥山       |                                     |
| 福山東   | -            | -            | 61ch         | 10W          | -       | -      | 蔵王山       | 福山蔵王局と同じ （季節混信対策局） |
| 福山西   | 37ch         | 30W          | 39ch         | 30W          | -       | -      | 彦山         |                                     |

#### テレビジョン放送（デジタル）
| 局名 | デジタル総合 | デジタル総合 | デジタル教育 | デジタル教育 | 中継局所在地 | 備考                     |
| ---- | ------------ | ------------ | ------------ | ------------ | ------------ | ------------------------ |
| 局名 | チャンネル   | 出力         | チャンネル   | 出力         | 中継局所在地 | 備考                     |
| 福山 | 42ch         | 100W         | 44ch         | 100W         | 彦山         | アナログの福山西局と同じ |
| 尾道 | 42ch         | 50W          | 44ch         | 50W          | 高見山       |                          |
| 三原 | 30ch         | 1W           | 25ch         | 1W           | 竜王山       |                          |
| 因島 | 42ch         | 1W           | 44ch         | 1W           | 天狗山       |                          |
| 府中 | 38ch         | 10W          | 44ch         | 10W          | 城山         |                          |
| 大門 | 42ch         | 1W           | 44ch         | 1W           | 明智山       |                          |

#### AM放送
- ラジオ第1放送 福山木之庄 1161kHz（100W）、府中 1026kHz（100W）、世羅 1224kHz（100W）
- ラジオ第2放送 福山木之庄 1467kHz（100W）

## 備考
- FMラジオ放送は、放送開始当初から広島局の中継局としての扱いである。
- 旧福山放送局はもともと尾道市に設けられたこともあり、基幹送信所は現在の尾道市内に設けられていた。しかし、地上デジタル放送においては、基幹送信所は名実ともに福山市内に設けられ、尾道市などにはこれらを補完する中継局が設置された。
- 前身のNHK尾道放送局は千光寺山山頂（千光寺公園）にあった[1]。閉鎖後、尾道市立美術館の旧館となったが、老朽化に伴い建て替えられて現存しない。